# Sébastien van Luxemburg

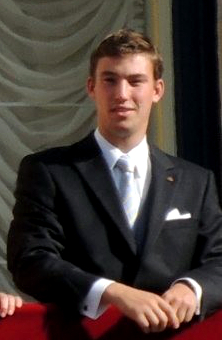
Sébastien van Luxemburg

Sébastien Henri Marie Guillaume (Luxemburg (stad), 16 april 1992) is de jongste zoon van Henri van Luxemburg en María Teresa. Hij is prins van Luxemburg, prins van Nassau en prins van Bourbon-Parma.

## Jeugd
Prins Sébastien heeft drie broers en een zus: erfgroothertog Guillaume (1981), prins Félix (1984), prins Louis (1986) en prinses Alexandra (1991). Zijn peetouders zijn: zijn broer erfgroothertog Guillaume van Luxemburg en prinses Astrid van België, een achternicht.

## Troonopvolging
Omdat vrouwen alleen mochten regeren als er geen mannen meer beschikbaar waren, stond Sébastien na zijn geboorte boven zijn zus Alexandra in de lijn van de troonopvolging. Hij was vierde, na zijn broers Guillaume, Félix en Louis. Louis heeft echter op 29 september 2006 zijn troonrechten opgegeven bij zijn huwelijk met Tessy Antony. Vanaf die dag stond Sébastien op plaats drie in de lijn van de troonopvolging. Na de aanpassing van het familieverdrag in 2011 kwam hij weer op de vierde plaats terecht, na zijn zuster Alexandra.